# Tufești (gmina)
Tufești – gmina w Rumunii, w okręgu Braiła. Obejmuje tylko jedną miejscowość Tufești. W 2011 roku liczyła 5226 mieszkańców. 